# Operace Izotop
Operace Izotop (hebrejsky מבצע איזוטופ‎, mivca Izotop) je krycí název pro akci izraelské elitní armádní jednotky Sajeret Matkal, při níž byli 9. května 1972 na izraelském letišti Lod (dnešní Ben Gurionovo mezinárodní letiště) osvobozeni cestující z uneseného letu belgické společnosti Sabena číslo 571. Ten na pravidelné lince z Bruselu do Tel Avivu, s mezipřistáním ve Vídni, o den dříve unesla čtveřice příslušníků palestinské teroristické skupiny Černé září.
Únosci se po zmocnění letounu v trase mezi Vídní a Izraelem rozhodli pokračovat v původním směru letu a v Tel Avivu požadovali propuštění 315 odsouzených palestinských vězňů, jinak hrozili odpálením výbušnin na palubě letadla. Izraelským vyjednavačům se podařilo mystifikací vzbudit ve čtveřici pocit vítězství, když naoko souhlasili s propuštěním vězňů. Díky tomu únosci souhlasili s opravou uneseného Boeingu 707 izraelskými mechaniky (ve skutečnosti převlečenými členy Sajeret Matkal), kteří předtím letoun úmyslně poškodili. Ti se tak nepozorovaně dostali k letadlu a během následné záchranné operace, která byla svého druhu první na světě, se jim podařilo osvobodit všech 86 cestujících, držených jako rukojmí. Tři z nich byli nešťastnou náhodou zraněni ze strany izraelských jednotek, přičemž jedna cestující později těmto zraněním podlehla.
Palestinské skupiny na fiasko zareagovaly zintenzivněním teroristických útoků namířených proti Izraeli, aby si tak napravily pošramocenou reputaci.

## Pozadí
Po izraelském vítězství v šestidenní válce v roce 1967, kdy došlo mimo jiné k obsazení území Západního břehu Jordánu a Pásma Gazy, byly na vzestupu různé palestinské skupiny, které se v boji proti Izraeli uchylovaly k přeshraničním teroristickým útokům. Izraelci se však stávali cíli i mimo region Blízkého východu a v izraelsko-palestinském konfliktu se objevil nový fenomén v podobě únosů mezinárodních civilních leteckých spojů. Skutečnost, že do palestinských útoků a únosů bylo vtahováno Jordánsko, kde tyto skupiny působily v palestinských uprchlických táborech, vedlo k nárůstu napětí mezi různými palestinskými ozbrojenými skupinami, povětšinou sdruženými pod Organizaci pro osvobození Palestiny (OOP), a tamními úřady. Při vzájemných jordánsko-palestinských násilných střetech byl v roce 1970 spáchán i pokus o atentát na jordánského krále Husajna. Když pak jedna z frakcí OOP, Lidová fronta pro osvobození Palestiny (LFOP), v září téhož roku unesla čtyři západní civilní dopravní letadla a prázdná je vyhodila do povětří na letišti v Jordánsku, došla Husajnovi trpělivost a v událostech známých jako černé září vyhnal palestinské ozbrojené skupiny ze země. To vedlo k radikalizaci části OOP, z níž se odtrhla skupina členů, která založila organizaci Černé září (ve skutečnosti byla skupina nadále napojena na dominantní frakci OOP, Fatah, a řada útoků proběhla ve spolupráci s ní). Ta se z počátku mstila Jordánsku za vyhnání, posléze však namířila své útoky proti Izraeli.
V roce 1972 došlo k do té doby rekordnímu počtu útoků palestinských skupin proti Izraeli. Patřilo mezi ně například rozesílání dopisových bomb, únosy civilních letadel či vraždění izraelských diplomatů. Ačkoli každý palestinský útok vyvolal izraelský protiúder, byly volené akce „stále troufalejší, promyšlenější a teatrálnější“. Jednou z takových akcí se v květnu 1972 stal únos civilního letadla belgické společnosti Sabena číslo 571 na trase Brusel-Vídeň-Tel Aviv, který naplánoval velitel operací Černého září Ali Hasan Salame. Provedli jej čtyři členové této skupiny pod vedením Aliho Šafíka Ahmeda Tahy (známého též jako kapitán Rifa'at), který byl v roce 1968 jedním z únosců letu společnosti El Al 426. Třemi zbývajícími byli syrský Drúz Abdel Azíz al-Atraš a palestinské dívky Rima Tannous a Therese Halese. Čtveřice předtím podstoupila výcvik v táboře Fatahu v libanonském Sidónu, kde se zdokonalovala ve střelbě z pistole a zacházení s výbušninami.

## Únos
Zmíněný let číslo 571 se uskutečnil 8. května 1972 a letoun Boeing 707 při něm odstartoval na pravidelné lince z Bruselu. Při mezipřistání ve Vídni dočerpal palivo a došlo k obměně části pasažérů. Do Tel Avivu kromě desetičlenné posádky pokračovalo celkem 90 cestujících, mezi nimiž byli 4 příslušníci Černého září. Když stroj přelétal jugoslávský Záhřeb (podle jiného zdroje řecký ostrov Rhodos), zaujala čtveřice strategická místa v letadle. Na smluvené znamení vyndala ukryté zbraně (vyzbrojeni byli revolvery, granáty a dvěma dvou a půl kilogramovými výbušnými zařízeními) a velitel palestinské skupiny vtrhl do otevřené pilotní kabiny, kde se zbraní v ruce pilotovi nařídil, aby pokračoval v letu do Tel Avivu. Vůbec poprvé se tak palestinští únosci odhodlali přistát v Izraeli. Po převzetí kontroly nad letadlem promluvil velitel čtveřice do palubního rozhlasu, představil se a řekl, že letadlo bylo zabaveno ve jménu Palestiny. Kapitán letadla, britský pilot Reginald Levy, se pokusil cestující (mezi nimiž byla i jeho žena) uklidnit slovy: „Jak jste si asi stačili všimnout, máme na palubě přátele.“ Krátce poté oddělili Palestinci židovské cestující (celkem 67) od nežidovských, přičemž první skupinu přesunuli do zadní části letadla.
Kapitánu Levymu se tajně podařilo vyslat nouzový signál do Izraele, kde ministr obrany Moše Dajan okamžitě zahájil přípravu záchranné operace s krycím názvem Izotop. Po telefonické poradě mezi Dajanem a ministerskou předsedkyní Goldou Meirovou letadlo dostalo povolení přistát a v 17.00 (podle některých zdrojů v 19.15) místního času dosedlo na mezinárodním letišti Lod (dnešní Ben Gurionovo mezinárodní letiště), kde bylo navigováno na nejvzdálenější konec letištní plochy. Po přistání únosci oznámili své požadavky – propuštění 315 (podle jiných zdrojů 317) odsouzených palestinských teroristů držených v izraelských věznicích, jinak letadlo odpálí. Tyto požadavky izraelští představitelé nechtěli splnit, ale bylo nutné držet únosce celou noc bez spánku, aby se vytvořily co nejlepší podmínky pro osvobozovací akci, a tak přistoupili na vyjednávání. Tím byl pověřen vedoucí oddělení výslechů zpravodajské služby Šin bet Viktor Kohen. Mezitím na letiště kromě ministra obrany Dajana dorazili nejvyšší představitelé armády: náčelník Generálního štábu David Elazar, velitel centrálního velitelství Rechav'am Ze'evi, velitel letectva Mordechaj Hod a náčelník vojenské rozvědky Aharon Jariv.

## Osvobozovací akce
Na letiště byla povolána elitní protiteroristická jednotka Sajeret Matkal pod velením majora Ehuda Baraka. Ten nejprve nechal unesené letadlo poškodit natolik, aby nemohlo vzlétnout – členové izraelského komanda se po setmění proplížili k letounu, vypustili mu pneumatiky a vyřadili hydrauliku. Zároveň u něj ukryli žebříky, kterými se později chtěli dostat dovnitř. Když Palestinci zjistili, že je letadlo poškozené, pokoušel se je Levy uklidnit klábosením o nesouvisejících tématech, jak později vypověděl, „o všem možném od navigace až po sex“. Vyjednavač Kohen mezitím udržoval únosce v bdělosti po celou noc a v naději, že jejich požadavky budou splněny. V 9.00 místního času se mu podařilo přesvědčit vůdce skupiny, aby poslal jednoho z pilotů kvůli prověření vzorku výbušniny. Argumentoval tím, že musí ministra obrany Dajana přesvědčit, že jsou úmysly Černého září skutečné. Vyslán byl pilot Reginald Levy, který příslušníkům bezpečnostních sil sdělil důležité detaily, jako rozmístění náloží a jejich vzhled, počet únosců a jejich podobu, ale i skutečnost, že u nouzových východů z letadla nejsou žádná sedadla. Barak, jehož komando během vyjednávání nacvičovalo záchranu na jiném stroji Boeing 707 odstaveném v hangáru na druhém konci letiště, přišel s myšlenkou, jak útok provést. Základem bylo, aby se Izrael choval tak, jako kdyby požadavkům teroristů vyhověl.
Pilot Levy se následně vrátil zpět do letadla a potvrdil únoscům, že jejich požadavky budou splněny. Sdělil jim, že Izraelci souhlasí s propuštěním 315 palestinských vězňů, kteří budou letecky transportováni do egyptské Káhiry. Tam se má mezitím (po nutné opravě vypuštěných pneumatik a poškozené hydrauliky) přesunout i let číslo 571 a po příletu vězňů budou rukojmí propuštěni na svobodu. Aby tento příběh dále podpořili, nechali Izraelci v dohledové vzdálenosti od uneseného Boeingu přistavit postarší dopravní letoun, k němuž vyslali 315 izraelských vojáků oblečených do vězeňských uniforem, vydávajících se za palestinské vězně. Když to únosci viděli, začali oslavovat, neboť věřili, že uspěli. Díky tomu svolili, aby tým izraelských mechaniků opravil poškozený Boeing a oni tak mohli odletět.
Osvobozovací akce začala v 16.00 místního času, když se k letadlu se souhlasem únosců vypravilo 16 (podle některých zdrojů 18) mechaniků v bílých kombinézách izraelské letecké společnosti El Al. Ve skutečnosti se jednalo o úderné komando Sajeret Matkal. Kromě Baraka byli jeho členy například Benjamin Netanjahu, Dani Jatom či Uzi Dajan. Izraelci se přesunuli pod trup letadla, kde předstírali opravu. Poté se díky žebříkům shromáždili u nouzových a standardních východů, kterými v pěti skupinách synchronizovaně vpadli do letadla. Izraelský útok byl tak rychlý a nečekaný, že Palestinci zareagovali instinktivně: místo odpálení výbušnin se začali bránit střelbou. Dva z únosců byli bezprostředně zabiti (jeden střelou mezi oči, druhý několika ranami z pistole) a zbylé únoskyně zajaty (Therese Halsa byla postřelena a Rima Tannous přemožena poté, co jí byl odejmut ruční granát s vytaženou pojistkou). Při útoku zásahové komando nešťastnou náhodou zranilo tři cestující, z nichž jedna, dvaadvacetiletá Mirjam Andersonová z kibucu Lochamej ha-Geta'ot, později v nemocnici následkům zranění podlehla. Z izraelských vojáků byl při akci nechtěnou palbou z vlastních řad zraněn Benjamin Netanjahu. Celá operace trvala 10 minut (samotný zásah pak 90 sekund) a byla první svého druhu na světě (poprvé došlo k úspěšnému osvobozovacímu útoku na unesené letadlo).

## Reakce a dopad
V Izraeli po osvobození uneseného letadla zavládlo nadšení a oslavy. Objevila se však i kritika, že operace ohrozila nevinné lidi, na což ministerská předsedkyně Meirová zareagovala slovy: „Pokud by takovéto vydírání uspělo, povedlo by jen k dalším vydíráním“. Izraelský zásah ocenil belgický velvyslanec Frans Willems, který ve zprávě pro izraelského ministra zahraničí Abbu Ebana napsal: „Jménem všech mých krajanů a zejména jménem cestujících a posádky letu Sabena, který byl ze své cesty odkloněn teroristy, chci vyjádřit svůj dík a uznání za odvážnou a energickou akci izraelské armády, která skoncovala s utrpením obětí tohoto opovrženíhodného aktu leteckého pirátství.“
Pro Černé září znamenal únos letadla naprosté selhání. Izraelci únosce nejenom podvedli, ale nakonec zaútočili, osvobodili rukojmí a teroristy buď zabili nebo zajali. Reakcí ze strany palestinského vedení bylo zintenzivnění útoků proti Izraeli ve snaze napravení pošramocené pověsti. Již krátce po osvobození letu Sabeny se v Libanonu sešli představitelé Černého září, LFOP, Irské republikánské armády, Japonské rudé armády a německé Frakce Rudé armády, aby se domluvili na společných teroristických útocích. Jen tři týdny po osvobození rukojmí na lodském letišti na totéž letiště zaútočila trojice japonských útočníků z Japonské rudé armády, naverbovaných LFOP, kteří samopaly a granáty zabili 26 osob a dalších až 80 zranili. Podle mluvčího LFOP byl masakr na lodském letišti odvetou za smrt dvou únosců letu společnosti Sabena. Vedení Černého září navíc fiasko jejich květnového únosu přivedlo k myšlence provést „nějaký nepředpokládaný, celou zeměkoulí otřásající útok“. Tak se nakonec stalo ještě v září téhož roku, kdy jeho příslušníci povraždili jedenáct izraelských sportovců na letních olympijských hrách v německém Mnichově.
Obě zajaté únoskyně, 19letá Therese Halsa a 21letá Rima Tannous, stanuly před vojenským soudem v bývalém britském vojenském táboře Sarafand u Ramly. Byly obžalovány z terorismu a členství v ilegální organizaci a 14. srpna 1972 odsouzeny k doživotnímu trestu odnětí svobody. O zhruba deset let později však byly propuštěny v rámci výměny vězňů za izraelské vojáky, zajaté během první libanonské války. Ali Hasan Salame, zodpovědný nejenom za únos letadla společnosti Sabena, ale i za vraždu izraelských olympioniků a další útoky proti Izraeli, se stal nejhledanějším cílem izraelské zpravodajské služby Mosad. Po řadu let jí úspěšně unikal, a to až do ledna 1979, kdy byl zavražděn při bombovém útoku v libanonském Bejrútu.
Letadlo Boeing společnosti Sabena se po únosu vrátilo do běžného provozu, v němž sloužilo po následujících pět let. Poté ho zakoupil izraelský letecký výrobce Israel Aircraft Industries, který jej nakonec prodal izraelskému vojenskému letectvu. To jej po řadu let využívalo pro špionážní účely. V roce 2008 se letoun stal exponátem Muzea izraelského vojenského letectva na základně Chacerim u Beerševy.